# Michalovce
Michalovce (em húngaro: Nagymihály, em alemão: Großmichel, em romani: Mihalya, em iídiche: Mikhaylovets, em ucraniano: Михайлівці) é uma cidade à margem do rio Laborec, na Eslováquia. Originalmente nomeada em homenagem ao arcanjo Miguel, é a segunda maior cidade da região de Košice e a sede do distrito de Michalovce.

## Demografia
| Ano:        | 1994   | 2004   | 2014   | 2024    |
| ----------- | ------ | ------ | ------ | ------- |
| Broj ljudi: | 40 836 | 39 842 | 39 510 | 35 310  |
| Razlika:    |        | -2,43% | -0,83% | -10,63% |

| Ano:               | 2023   | 2024   |
| ------------------ | ------ | ------ |
| Número de pessoas: | 35 584 | 35 310 |
| Diferença:         |        | -0,77% |

## Cidades irmãs
- Chéquia - Vyškov
- Polónia - Jarosław [3]
- Espanha - Vila-real
- Hungria - Sátoraljaújhely